# Doryrhamphus excisus
Doryrhamphus excisus(Kaup, 1856) è un pesce osseo marino della famiglia Syngnathidae.

## Distribuzione e habitat
Occupa un vasto areale che comprende le regioni tropicali degli interi oceani Indiano e Pacifico dalle coste dell'Africa orientale a quelle dell'ovest del Centro e Sudamerica. È presente anche nel mar Rosso e nel Golfo Persico. Vive nelle zone esterne delle barriera corallina e nelle lagune coralline fino ad almeno 45 metri di profondità. Frequenta soprattutto le cavità e le spaccature dei coralli, si incontra di rado allo scoperto. Non è comune ed è difficile da incontrare a causa della sua natura schiva.

## Descrizione
L'aspetto è quello tipico dei pesci ago con corpo allungato, coperto di piastre ossee e muso allungato a tubo con bocca molto piccola. La colorazione di questa specie è molto vivace: il corpo è arancio o giallo arancio con una larga fascia longitudinale blu elettrico che parte dal muso e arriva fino al peduncolo caudale. La pinna caudale, che è relativamente ampia e di forma rotondeggiante, è color arancio più scuro del corpo con macchiette e bordi gialli. Le altre pinne sono incolori.
Raggiunge la lunghezza di 7 cm.

## Biologia
Di solito vive in coppie. È un pesce pulitore come il noto Labroides dimidiatus e ripulisce dai parassiti la pelle dei pesci più grandi (soprattutto murene) dopo averli attratti con particolari movimenti della parte caudale.

### Alimentazione
Si nutre di plancton e piccoli crostacei, oltre che di parassiti.

### Riproduzione
Le uova vengono incubate dal maschio in una tasca ventrale posta nella regione della coda.

## Pesca
Senza importanza se non per il mercato acquariofilo.

## Acquariofilia
Vengono allevati negli acquari marini di barriera.